# Parc national de Słowiński
Le parc national de Słowiński (en polonais : Słowiński Park Narodowy) est un parc national situé en Pologne. Il a été créé en 1967 et est situé sur la côte de la mer Baltique, entre Łeba et Rowy. La limite nord du parc comprend 32,5 kilomètres de côtes. Il couvre une superficie de 186 km², la zone strictement préservée couvre 56,19 km². Il est principalement connu pour ses dunes de sable mobiles. 
Le site du parc a été reconnu réserve de biosphère par l'Unesco en 1976 et site Ramsar le 27 octobre 1995.

## Géographie
La notoriété du parc tient à ses dunes de sable mouvantes.  
Dans le passé, la zone du parc était une baie de la mer Baltique. L’activité de la mer, cependant, a créé des dunes de sable qui, au fil du temps, ont séparé la baie de la mer Baltique. Comme les vagues et le vent transportent le sable à l’intérieur des terres, les dunes se déplacent lentement, à une vitesse de 3 à 10 mètres par an. Certaines dunes sont assez hautes - jusqu’à 30 mètres. Le plus haut sommet du parc – Rowokol (115 mètres au-dessus du niveau de la mer) – est également un excellent point d’observation. Les « dunes en mouvement » sont considérées comme une curiosité de la nature à l’échelle européenne. 
Le parc abrite cependant de nombreux écosystèmes, parmi lesquels des marais, tourbières, lacs avec roselières, et des forêts. Il est recouvert de 102,13 km² d’eaux, soit 55 % de la superficie du parc, dont les grands lacs Lebsko (71 km²) et Gardno (24 km²). Les lacs Lebsko et Gardno étaient auparavant des baies. Il y a aussi sept rivières qui traversent le parc, les plus grandes étant la Łeba et la Łupawa. 
Le parc compte également 45,99 km² de forêts. Les forêts du parc sont constituées à 80 % de pins.

## Faune
Le parc est situé sur les routes des oiseaux migrateurs, ils s'y sentent en sécurité car les activités humaines y sont limitées. Parmi les 257 espèces d'oiseaux que l'on peut y observer, on compte, entre autres : sterne[Quoi ?], hibou grand-duc, corbeau[Quoi ?], cygne tuberculé, Canard colvert, Oie cendrée, grèbe, mais également des pygargues à queue blanche. 
Parmi les mammifères, il y a des cerfs, des cochons sauvages et des lièvres.

## Tourisme
Il y a environ 140 kilomètres de sentiers pédestres touristiques. À côté des lacs se trouvent des tours d’observation et le long des sentiers, on peut trouver des bancs et des lieux de repos. Autour du parc, il y a de nombreux parkings ainsi que des hôtels et des campings, en particulier à Łeba. 

## Galerie

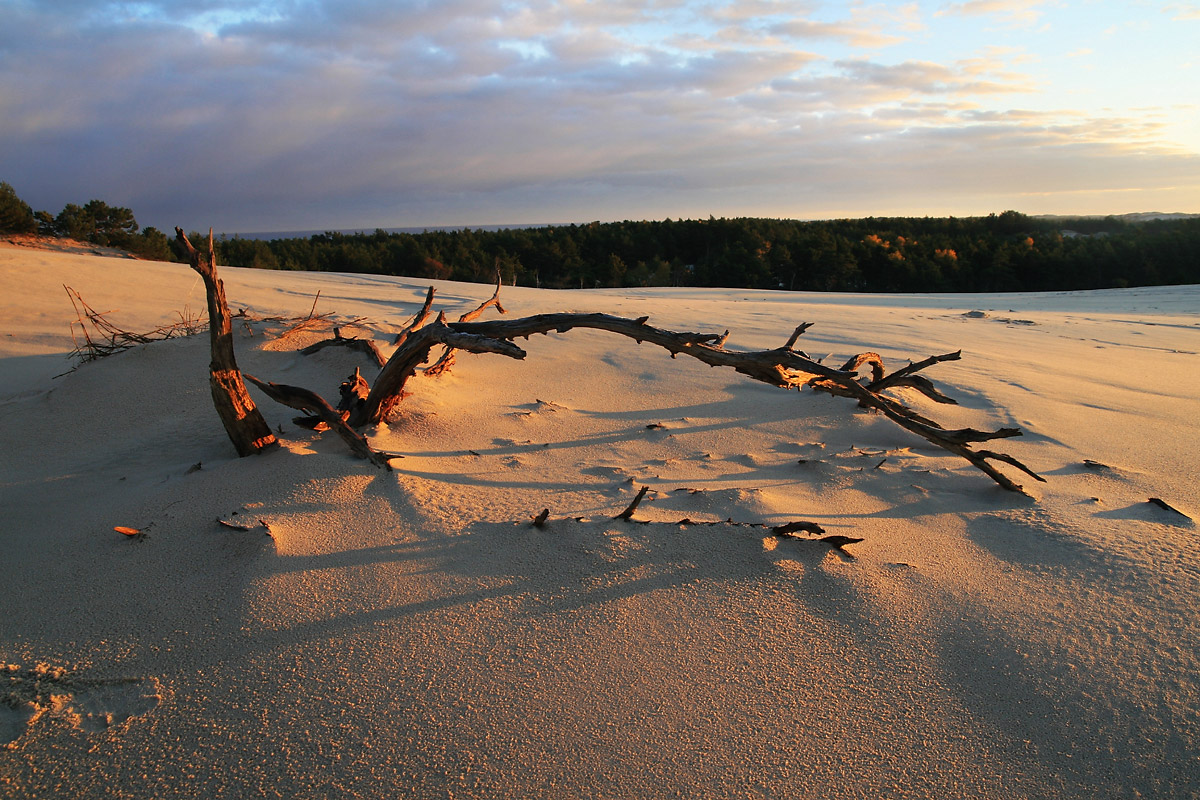
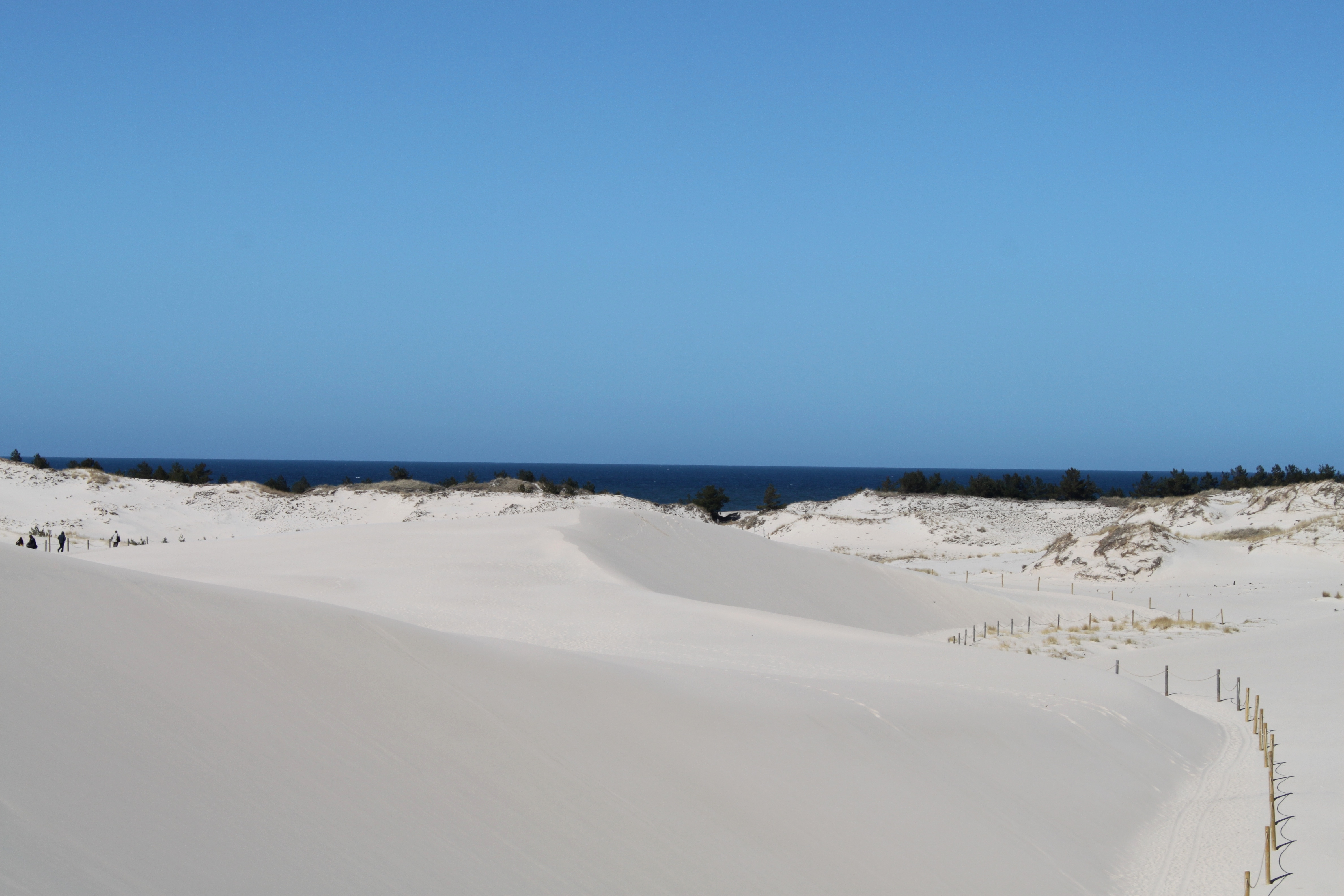
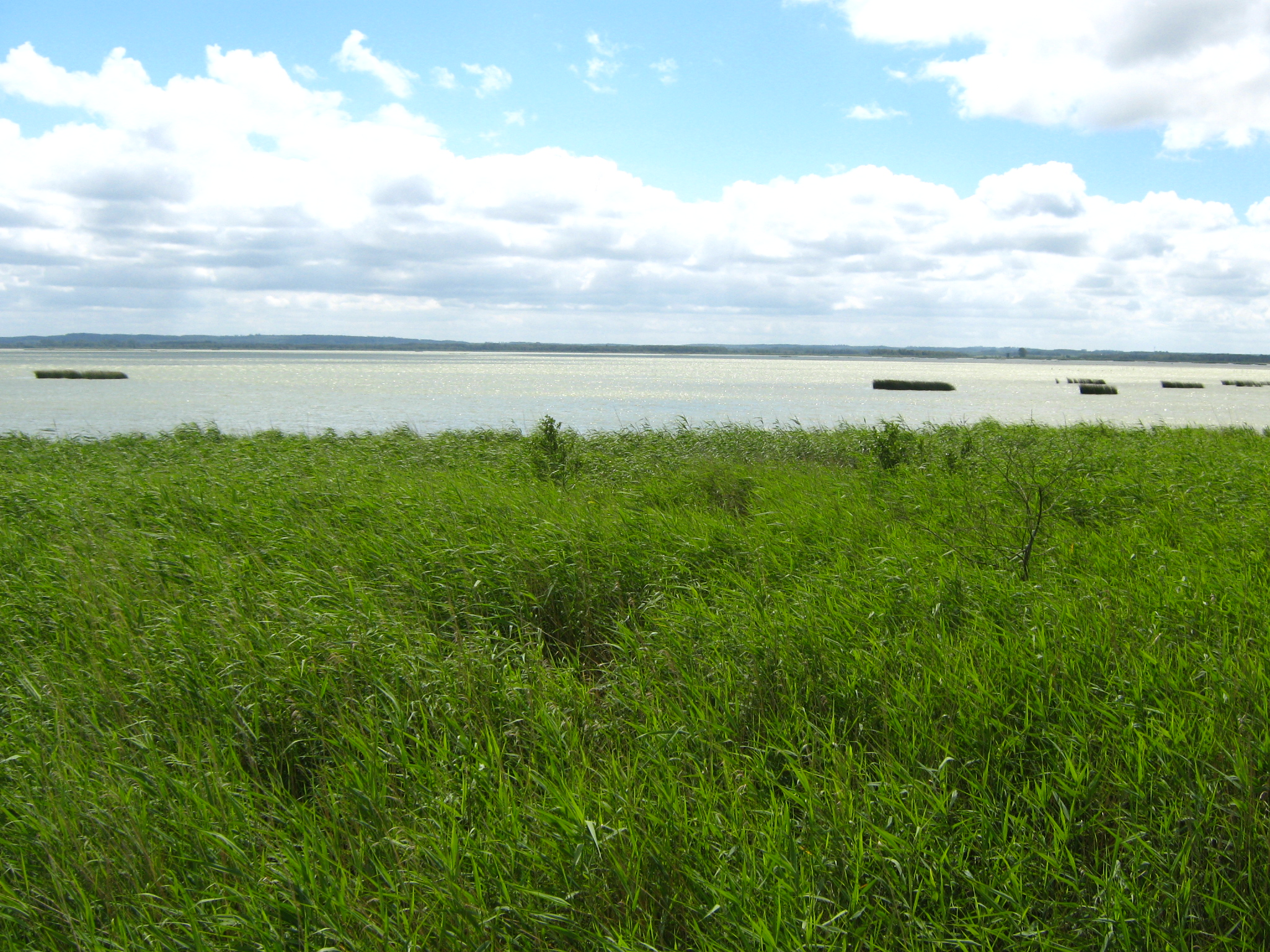
Lac Gardno
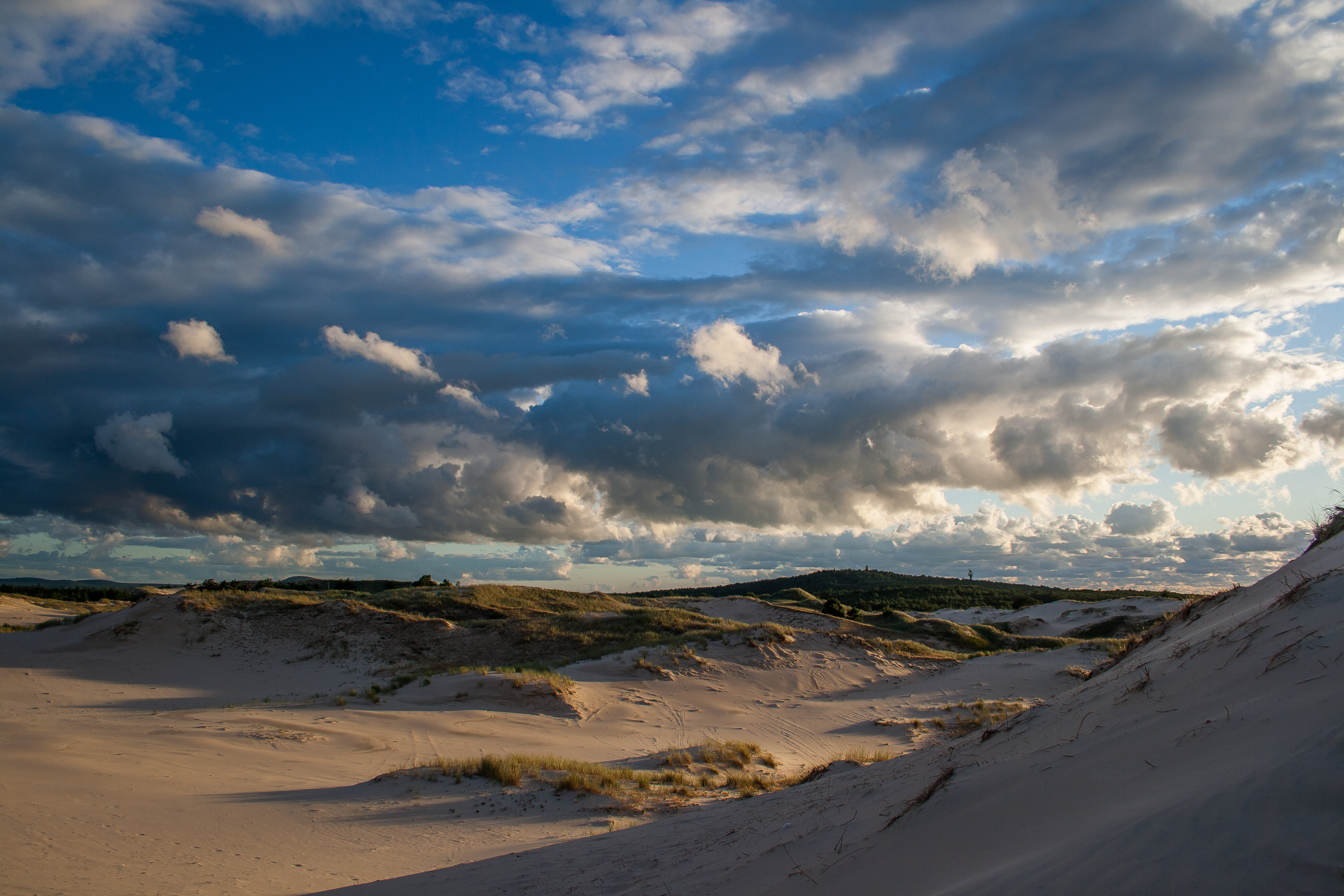
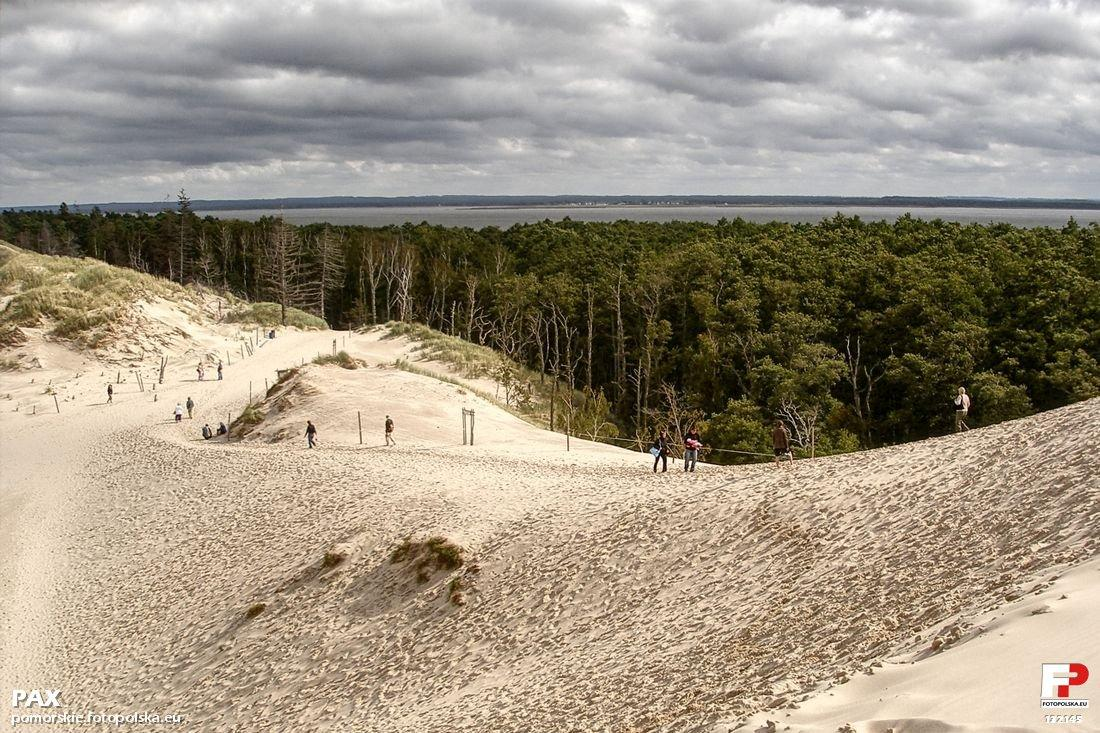
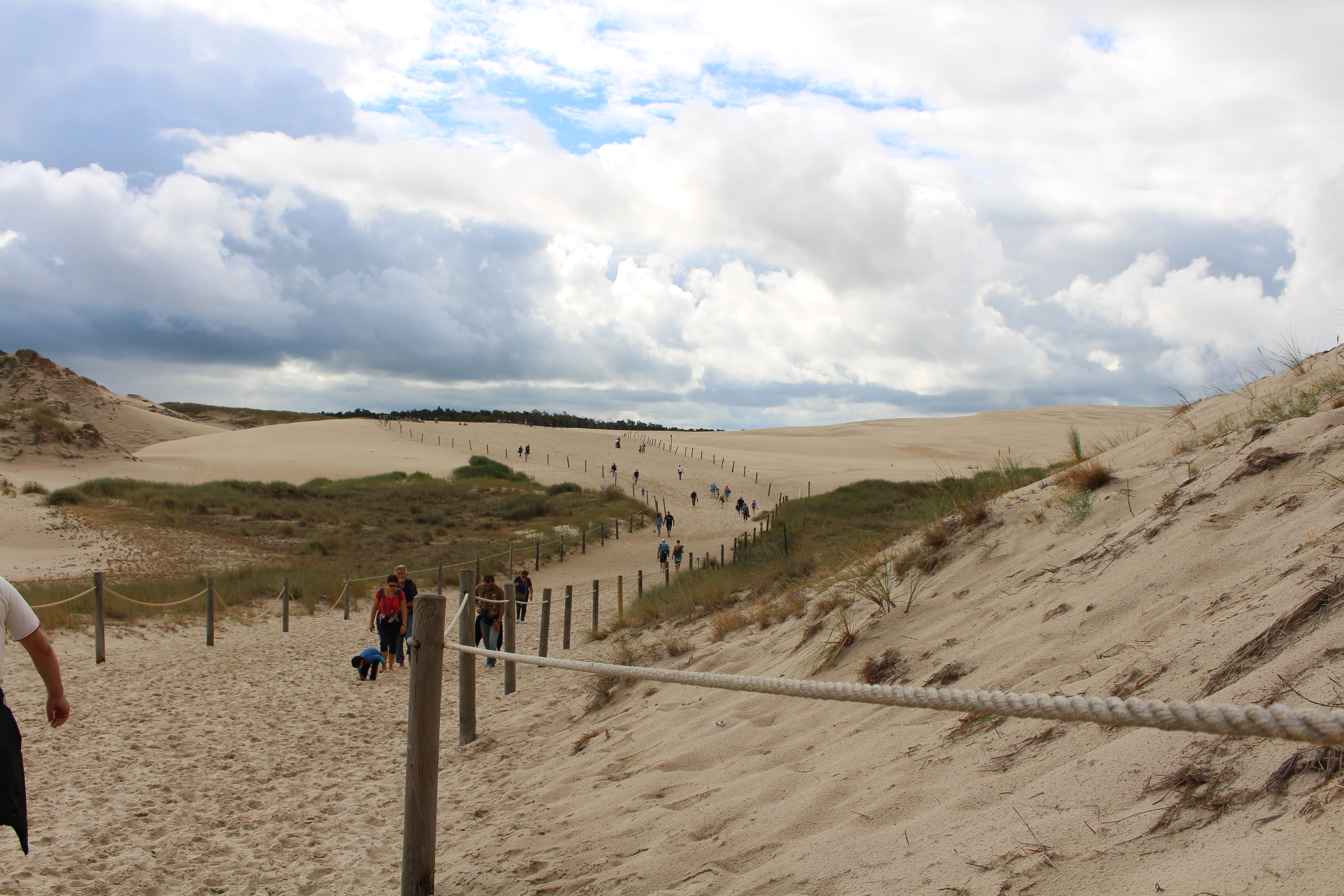
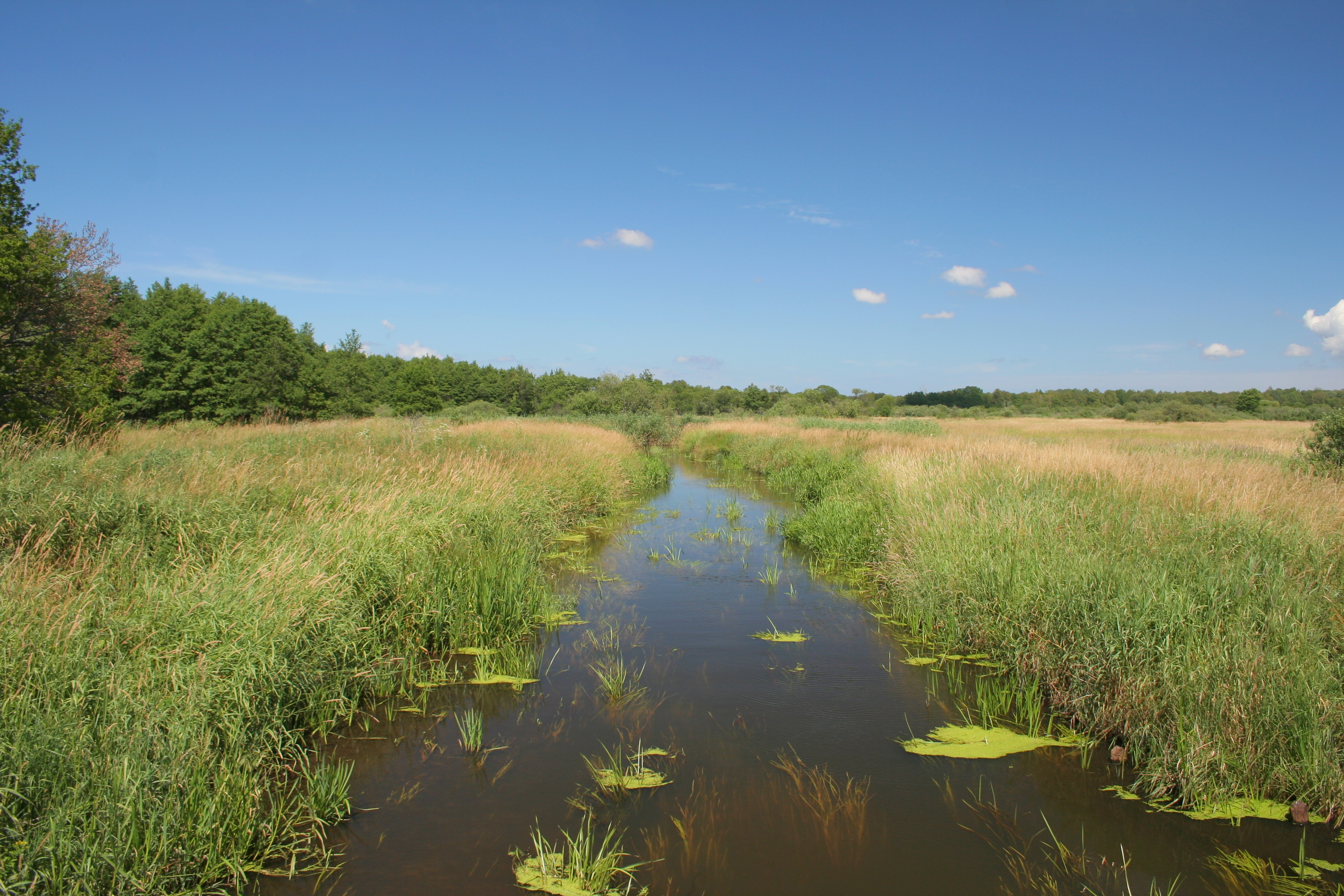
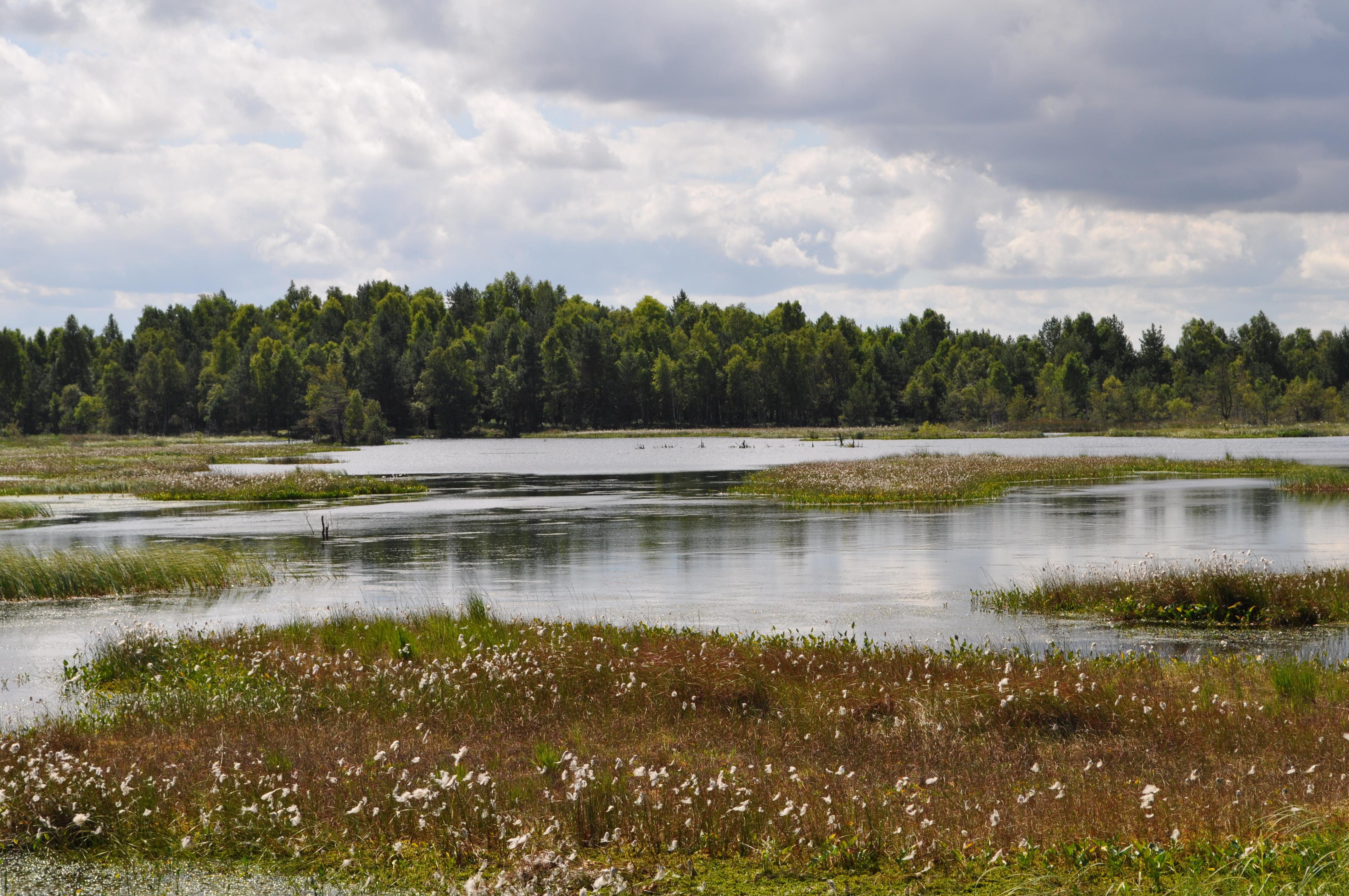
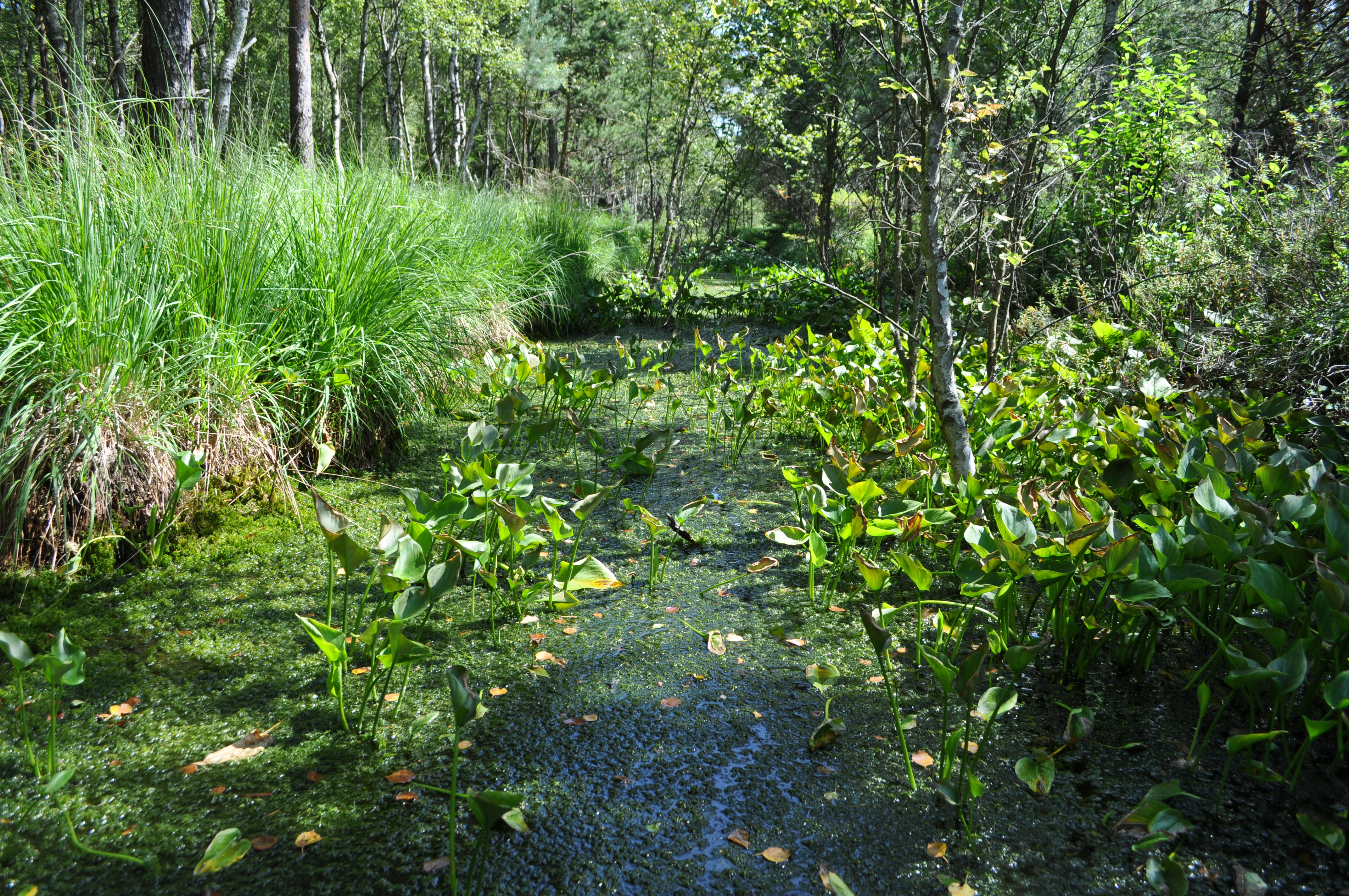